# Team Shanghai Alice
Team Shanghai Alice (яп. 上海アリス幻樂団), раніше відома як ZUN Soft — японська команда розробників доджін ігор. Від 1995 року, єдиний учасник компанії, Джюн'я Ота, розробляв і опубліковував ігри жанру Shoot 'em up серії «Touhou Project», А також співпрацював над різними проєктами, пов'язаними зі створенням Додзінсі та музичних альбомів.

## Назва
Назву «ZUN Soft» було вибрано як ім'я розробника для ігор серії Touhou. Після переходу ігор від PC-98 на Windows, ZUN поміняв назву команди на «Team Shanghai Alice». За словами ZUN-а, ця назва була обрана, щоб краще відповідати загальній тематиці Touhou Project. «Shanghai» Для нього це багатокультурне місто, де західний та орієнтальний стилі зливаються, а «Alice» викликає відчуття жіночності або готичної лоліти. «Fantasy Ensemble» (幻樂団 Gengakudan) Походить від невдалої спроби ZUN-а зареєструвати команду як музичний колектив для 61-го Комікету в грудні 2001 року; Він вирішив зберегти цю назву коли реєструвався на 62-й Комікет як розробник відеоігор, на якому було випущено Embodiment of Scarlet Devil.

## Продукти

### Ігри
під назвою ZUN Soft:
| Title                                                       | Жанр          | Система | Дата виходу                    | Розробник(и)              | Прим. |
| ----------------------------------------------------------- | ------------- | ------- | ------------------------------ | ------------------------- | ----- |
| Highly Responsive to Prayers Tōhō Reiiden (яп. 東方靈異伝)  | Block breaker | PC-98   | 15 серпня 1997 р. (Comiket 52) | ZUN Soft Amusement Makers | [ 2 ] |
| Story of Eastern Wonderland Tōhō Fūmaroku (яп. 東方封魔録)  | Shoot 'em up  | PC-98   | 15 серпня 1997 р. (Comiket 52) | ZUN Soft Amusement Makers | [ 3 ] |
| Phantasmagoria of Dim. Dream Tōhō Yumejikū (яп. 東方夢時空) | Shoot 'em up  | PC-98   | 29 грудня 1997 р. (Comiket 53) | ZUN Soft Amusement Makers | [ 4 ] |
| Lotus Land Story Tōhō Gensōkyō (яп. 東方幻想郷)             | Shoot 'em up  | PC-98   | 14 серпня 1998 р. (Comiket 54) | ZUN Soft Amusement Makers | [ 4 ] |
| Mystic Square Tōhō Kaikidan (яп. 東方怪綺談)                | Shoot 'em up  | PC-98   | 30 грудня 1998 р. (Comiket 55) | ZUN Soft Amusement Makers | [ 4 ] |

Під назвою Team Shanghai Alice:
| Назва | Жанр                       | Система           | Дата виходу                      | Розробник(и)                          | Прим.       |
| --- | -------------------------- | ----------------- | -------------------------------- | ------------------------------------- | ----------- |
| Embodiment of Scarlet Devil Tōhō Kōmakyō (яп. 東方紅魔郷)                                                            | Shoot 'em up               | Microsoft Windows | 11 серпня 2002 р. (Comiket 62)   | Team Shanghai Alice                   | [ 5 ]       |
| Perfect Cherry Blossom Tōhō Yōyōmu (яп. 東方妖々夢)                                                                  | Shoot 'em up               | Microsoft Windows | 17 серпня 2003 р. (Comiket 64)   | Team Shanghai Alice                   | [ 6 ]       |
| Imperishable Night Tōhō Eiyashō (яп. 東方永夜抄)                                                                     | Shoot 'em up               | Microsoft Windows | 15 серпня 2004 р. (Comiket 66)   | Team Shanghai Alice                   | [ 7 ]       |
| Immaterial and Missing Power Tōhō Suimusō (яп. 東方萃夢想)                                                           | Fighting                   | Microsoft Windows | 30 грудня 2004 р. (Comiket 67)   | Team Shanghai Alice Twilight Frontier | [ 8 ] [ 9 ] |
| Phantasmagoria of Flower View Tōhō Kaeizuka (яп. 東方花映塚)                                                         | Shoot 'em up               | Microsoft Windows | 14 серпня 2005 р. (Comiket 68)   | Team Shanghai Alice                   | [ 10 ]      |
| Shoot the Bullet Tōhō Bunkachō (яп. 東方文花帖)                                                                      | Shoot 'em up               | Microsoft Windows | 30 грудня 2005 р. (Comiket 69)   | Team Shanghai Alice                   | [ 11 ]      |
| Mountain of Faith Tōhō Fūjinroku (яп. 東方風神録)                                                                    | Shoot 'em up               | Microsoft Windows | 17 серпня 2007 р. (Comiket 72)   | Team Shanghai Alice                   | [ 12 ]      |
| Scarlet Weather Rhapsody Tōhō Hisōten (яп. 東方緋想天)                                                               | Fighting                   | Microsoft Windows | 25 травня 2008 р. (Reitaisai 5)  | Team Shanghai Alice Twilight Frontier | [ 13 ]      |
| Subterranean Animism Tōhō Chireiden (яп. 東方地霊殿)                                                                 | Shoot 'em up               | Microsoft Windows | 16 серпня 2008 р. (Comiket 74)   | Team Shanghai Alice                   | [ 14 ]      |
| Undefined Fantastic Object Tōhō Seirensen (яп. 東方星蓮船)                                                           | Shoot 'em up               | Microsoft Windows | 15 серпня 2009 р. (Comiket 76)   | Team Shanghai Alice                   | [ 15 ]      |
| Touhou Hisoutensoku Tōhō Hisōtensoku ~ Chōdokyū Ginyoru no Nazo wo Oe (яп. 東方非想天則 〜 超弩級ギニョルの謎を追え) | Fighting                   | Microsoft Windows | 15 серпня 2009 р. (Comiket 76)   | Team Shanghai Alice Twilight Frontier | [ 16 ]      |
| Double Spoiler Daburu Supoiraa ~ Tōhō Bunkachō (яп. ダブルスポイラー 〜 東方文花帖)                                  | Shoot 'em up               | Microsoft Windows | 14 березня 2010 р. (Reitaisai 7) | Team Shanghai Alice                   | [ 17 ]      |
| Fairy Wars Yōsei Daisensō ~ Tōhō Sangetsusei (яп. 妖精大戦争 〜 東方三月精)                                          | Shoot 'em up               | Microsoft Windows | 14 серпня 2010 р. (Comiket 78)   | Team Shanghai Alice                   | [ 18 ]      |
| Ten Desires Tōhō Shinreibyō (яп. 東方神霊廟)                                                                         | Shoot 'em up               | Microsoft Windows | 13 серпня 2011 р. (Comiket 80)   | Team Shanghai Alice                   | [ 19 ]      |
| Hopeless Masquerade Tōhō Shinkirō (яп. 東方心綺楼)                                                                   | Fighting                   | Microsoft Windows | 26 травня 2013 р. (Reitaisai 10) | Team Shanghai Alice Twilight Frontier | [ 20 ]      |
| Double Dealing Character Tōhō Kishinjō (яп. 東方輝針城)                                                              | Shoot 'em up               | Microsoft Windows | 12 серпня 2013 р. (Comiket 84)   | Team Shanghai Alice                   | [ 21 ]      |
| Impossible Spell Card Danmaku Amanojaku (яп. 弾幕アマノジャク)                                                       | Shoot 'em up               | Microsoft Windows | 11 травня 2013 р. (Reitaisai 11) | Team Shanghai Alice                   | [ 22 ]      |
| Urban Legend in Limbo Tōhō Shinpiroku (яп. 東方深秘録)                                                               | Fighting                   | Microsoft Windows | 10 травня 2015 р. (Reitaisai 12) | Team Shanghai Alice Twilight Frontier | [ 23 ]      |
| Urban Legend in Limbo Tōhō Shinpiroku (яп. 東方深秘録)                                                               | Fighting                   | PlayStation 4     | JP: 8 грудня 2016 р.             | Team Shanghai Alice Twilight Frontier | [ 24 ]      |
| Legacy of Lunatic Kingdom Tōhō Kanjuden (яп. 東方紺珠伝)                                                             | Shoot 'em up               | Microsoft Windows | 14 серпня 2015 р. (Comiket 88)   | Team Shanghai Alice                   | [ 25 ]      |
| Hidden Star in Four Seasons Tōhō Tenkūshō (яп. 東方天空璋)                                                           | Shoot 'em up               | Microsoft Windows | 11 серпня 2017 р. (Comiket 92)   | Team Shanghai Alice                   | [ 26 ]      |
| Antinomy of Common Flowers Tōhō Hyōibana (яп. 東方憑依華)                                                            | Fighting                   | Microsoft Windows | 29 грудня 2017 р. (Comiket 93)   | Team Shanghai Alice Twilight Frontier | [ 27 ]      |
| Antinomy of Common Flowers Tōhō Hyōibana (яп. 東方憑依華)                                                            | Fighting                   | PlayStation 4     | 22 Квітня 2021 р.                | Team Shanghai Alice Twilight Frontier | [ 28 ]      |
| Antinomy of Common Flowers Tōhō Hyōibana (яп. 東方憑依華)                                                            | Fighting                   | Nintendo Switch   | 22 Квітня 2021 р.                | Team Shanghai Alice Twilight Frontier | [ 29 ]      |
| Violet Detector Hifū Naitomea Daiarī (яп. 秘封ナイトメアダイアリ)                                                    | Shoot 'em up               | Microsoft Windows | 10 серпня 2018 р. (Comiket 94)   | Team Shanghai Alice                   | [ 30 ]      |
| Wily Beast and Weakest Creature Tōhō Kikeijū (яп. 東方鬼形獣)                                                        | Shoot 'em up               | Microsoft Windows | 12 серпня 2019 р. (Comiket 96)   | Team Shanghai Alice                   | [ 31 ]      |
| Sunken Fossil World Tōhō Gōyoku Ibun ~ Suibotsushita Chinshū Jigoku (яп. 東方剛欲異聞 ～ 水没した沈愁地獄)           | Bullet hell and platformer | Microsoft Windows | 24 жовтня 2021 р.                | Team Shanghai Alice Twilight Frontier | [ 32 ]      |
| Unconnected Marketeers Tōhō Kōryūdō (яп. 東方虹龍洞)                                                                 | Shoot 'em up               | Microsoft Windows | 4 травня 2021 р.                 | Team Shanghai Alice                   | [ 33 ]      |
| 100th Black Market Barettofiriatachi no Yamishijō (яп. バレットフィリア達の闇市場)                                   | Shoot 'em up               | Microsoft Windows | 14 серпня 2022 р. (Comiket 100)  | Team Shanghai Alice                   | [ 34 ]      |
| Unfinished Dream of All Living Ghost Tōhō Jūōen (яп. 東方獣王園)                                                     | Shoot 'em up               | Microsoft Windows | 13 серпня 2023 р.                | Team Shanghai Alice                   |             |

### Музичні компакт-диски
колекція музичних творів ZUN-а
- Dolls in Pseudo Paradise (яп. 蓬莱人形, Hōrai Ningyō)[35]
- Ghostly Field Club (яп. 蓮台野夜行, Rendaino Yakō)[35]
- Changeability of Strange Dream (яп. 夢違科学世紀, Yumetagae Kagaku Seiki)[35]
- Retrospective 53 minutes (яп. 卯酉東海道, Bōyu Tōkaidō)[35]
- Magical Astronomy (яп. 大空魔術, Ōzora Majutsu)[35]
- Unknown Flower, Mesmerizing Journey (яп. 未知の花　魅知の旅, Michi no Hana, Michi no Tabi)[36]
- Trojan Green Asteroid (яп. 鳥船遺跡, Torifune Iseki)[37]
- Neo-traditionalism of Japan (яп. 伊弉諾物質, Izanagi Busshitsu)[38]
- Dr. Latency's Freak Report (яп. 燕石博物誌, Enseki Hakubutsushi)[39]
- Dateless Bar "Old Adam" (яп. 旧約酒場, Kyūyaku Sakaba)[40]
- Rainbow-Colored Septentrion (яп. 虹色のセプテントリオン, Nijiiro no Seputentorion)[41]
- Taboo Japan Disentanglement (яп. 七夕坂夢幻能, Tanabatazaka Mugen Nou)[42]

Akyu's Untouched Score
- Akyu's Untouched Score vol.1 (яп. 幺樂団の歴史１, Yōgakudan no Rekishi 1)[35]
- Akyu's Untouched Score vol.2 (яп. 幺樂団の歴史２, Yōgakudan no Rekishi 2)[43]
- Akyu's Untouched Score vol.3 (яп. 幺樂団の歴史３, Yōgakudan no Rekishi 3)[43]
- Akyu's Untouched Score vol.4 (яп. 幺樂団の歴史４, Yōgakudan no Rekishi 4)[44]
- Akyu's Untouched Score vol.5 (яп. 幺樂団の歴史５, Yōgakudan no Rekishi 5)[44]

Співпраця з Twilight Frontier
- Immaterial and Missing Power OST (яп. 幻想曲抜萃, Gensōkyoku Bassui)[45]
- Scarlet Weather Rhapsody OST (яп. 全人類ノ天楽録, Zenjinrui no Tengakuroku Tōhō Hisōten)[46]
- Touhou Hisoutensoku OST (яп. 核熱造神ヒソウテンソク, Kakunetsuzōshin Hisōtensoku)[47]
- Hopeless Masquerade OST (яп. 暗黒能楽集・心綺楼, Ankoku Nōgakushū)[48]
- Urban Legend in Limbo OST (яп. 深秘的楽曲集　宇佐見菫子と秘密の部室, Shinpiteki Gakkyokushū ~ Usami Sumireko to Himitsu no Bushitsu)[49]
- Urban Legend in Limbo OST 2 (яп. 深秘的楽曲集・補 東方深秘録初回特典CD, Shinpiteki Gakkyokushū - Ho ~ Tōhō Shinpiroku Shokai Tokuten CD)[50]
- Antimony of Common Flowers OST (яп. 完全憑依ディスコグラフィ, Kanzenhyōi Disukogurafi)[51]

## Учасники
Team Shanghai Alice складається з одного учасника, ZUN, який є програмістом, сценаристом, художником і композитором для проектів групи. Його справжнє ім'я — Джюн'я Ота (яп. 太田 順也, Ōta Jun'ya). Псевдонім ZUN обрав через схожість з його іменем. Він народився 18 березня 1977 року в Хакубі, Нагано, і добре відомий серед шанувальників своєю прихильністю до пива та схильністю носити плоскі кепки. Іноді він жартівливо називає себе «Хакурей Каннуші» (博麗神主, досл. «головний жрець храму Хакурей»). У 2012 році ZUN розповів, що нещодавно він одружився з програмісткою, від якої має двох дітей.
ZUN почав цікавитись створенням музики ще з початкової школи, Коли його батьки подарували йому Electone на день народження. В середній школі, він грав на трубі в духовому оркестрі та почав писати власну музику. У 1995 році ZUN почав розробляти серію відеоігор Touhou Project поки вивчав математику в Токійському університеті Денкі. Перші 5 ігор серії Touhou Project були розроблені для PC-9800 комп'ютерів та опубліковані через Amusement Makers, студентський клуб по розробці відеоігор:
- Highly Responsive to Prayers (яп. 東方靈異伝, Tōhō Reiiden)
- Story of Eastern Wonderland (яп. 東方封魔録, Tōhō Fūmaroku)
- Phantasmagoria of Dim. Dream (яп. 東方夢時空, Tōhō Yumejikū)
- Lotus Land Story (яп. 東方幻想郷, Tōhō Gensōkyō)
- Mystic Square (яп. 東方怪綺談, Tōhō Kaikidan)

Після закінчення навчання в 1999 році ZUN був найнятий компанією Taito на посаду програміста відеоігор. Він також брав участь у створенні декількох фільмів[джерело?].
- International League Soccer[en] (PlayStation 2, 2000)
- Magic Pengel (PlayStation 2, 2002)
- Bujingai (PlayStation 2, 2003)
- Королівство графіті (PlayStation 2, 2004)
- Вихід (Portable PlayStation Portable, 2005)

Протягом цього періоду він створив саундтреки до декількох ігор, розроблених його однокласниками в Amusement Makers, зокрема Seihou Project (яп. 西方Project, Seihō Purojekuto) , серії ігор жанру bullet hell для Microsoft Windows від Shunsatsu sare do? (瞬殺サレ道？). Серія була задумана як аналог Touhou Project, що включає дуже схожий ігровий процес, а також епізодичні появи таких персонажів як: Рейму Хакурей, Маріси Кірісаме та Юки Кадзамі.
- Shuusou Gyoku (яп. 秋霜玉) — частина Seihou Project
- Torte Le Magic (яп. トルテルマジック, Torute Ru Majikku) — гра жанру bullet hell розроблена Pietoro (ぴえとろ) на основі манги 10 Carat Torte![ja][59]
- Kioh Gyoku (яп. 稀翁玉) — частина Seihou Project
- ZUN's Strange Works (яп. その他の作品) — колекція з шести MIDI треків для Roland SC-88 Pro, В тому числі й невикористана музика з Shuusou Gyoku[60]

У 2007 році він звільнився з Taito, щоб зосередитися на розробці Touhou Project. Пізніше того ж року ZUN написав код для Uwabami Breakers (яп. 黄昏酒場, Tasogare Sakaba), гри жанру bullet hell на тему пива, опублікованої "The Drinking Party" (яп. 呑んべぇ会, Nonbe-ekai). У грі використовується той самий рушій, що й у Mountain of Faith, і вони мають багато спільного, у тому числі «Beer Gauge», який збільшує силу удару залежно від завданої шкоди.
Окрім ігор серії Touhou Project, ZUN працював над офіційними друкованими роботами Touhou Project, створених у співпраці з різними ілюстраторами та видавцями:
- Curiosities of Lotus Asia (яп. 東方香霖堂, Tōhō Kōrindō)
- Touhou Sangetsusei (яп. 東方三月精), яка складається з:
  - Eastern and Little Nature Deity (2005—2006)
  - Strange and Bright Nature Deity (2006—2009)
  - Oriental Sacred Place (2009—2012)
  - Visionary Fairies in Shrine (2016—2019)
- Bohemian Archive in Japanese Red (яп. 東方文花帖, Tōhō Bunkachō)
- Seasonal Dream Vision (яп. 東方紫香花, Tōhō Shikōbana)
- Perfect Memento in Strict Sense (яп. 東方求聞史紀, Tōhō Gumonshiki)
- Touhou Bougetsushou (яп. 東方儚月抄), яка складається з:
  - Silent Sinner in Blue (2007—2009)
  - Cage in Lunatic Runagate (2007—2009)
  - Inaba of the Moon and Inaba of the Earth (яп. 月のイナバと地上の因幡, Tsuki no Inaba to Chijō no Inaba, 2007–2012)
- The Grimoire of Marisa (яп. グリモワール オブ マリサ, Gurimowaru obu Marisa, 2009)
- Wild and Horned Hermit (яп. 東方茨歌仙, Tōhō Ibarakasen)
- Symposium of Post-mysticism (яп. 東方求聞口授, Tōhō Gumon Kuju)
- Forbidden Scrollery (яп. 東方鈴奈庵, Tōhō Suzunaan)
- Strange Creators of Outer World (яп. 東方外來韋編, Tōhō Gairai Ihen)
- Alternative Facts in Eastern Utopia (яп. 東方文果真報, Tōhō Bunka Shinpō)
- The Grimoire of Usami (яп. 秘封倶楽部異界撮影記録, Hifū Kurabu Ikai Satsuei Kiroku)
- Cheating Detective Satori (яп. <東方智霊奇伝>　反則探偵さとり, <Tōhō Chireikiden> Hansoku Tantei Satori)
- Lotus Eaters (яп. 東方酔蝶華　～ ロータスイーター達の酔醒, Tōhō Suichōka ~ Rōtasuītā-tachi no Suisei)

Релізи Bohemian Archive in Japanese Red, Perfect Memento in Strict Sense, Strange Creators of Outer World Volume 2 та The Grimoire of Marisa супроводжувалися бонусними компакт-дисками з аранжуваннями та композиціями ZUN. Додаткові компакт-диски були включені до кількох танкобон релізів офіційної манги: Eastern and Little Nature Deity (2007), Strange and Bright Nature Deity (2008, 2009, 2009), Silent Sinner in Blue (2008), Oriental Sacred Place (2010, 2011, 2012) і Forbidden Scrollery (2016).
Деколи ZUN співпрацював у створенні неофіційних проєктів Touhou, створюючи треки для двох фан-ігор і чотирьох доджін-альбомів:
- Cradle (яп. 東方幻樂祀典, Tōhō Gengaku Shiten) — альбом від sound sepher
- Seasonal Dream Vision (яп. 東方紫香花, Tōhō Shikōbana) — збірка альбомів від Comic Toranoana, яка йшла разом з фанбуком Seasonal Dream Vision
- Magus in Mystic Geometries (яп. 神魔討綺伝, Shinma Tōki Den) — гра shoot 'em up жанру від D.N.A.Softwares
- Touhou Unreal Mahjong (яп. 東方幻想麻雀, Tōhō Gensō Mājan, 2009) — mahjong гра від D.N.A.Softwares
- Touhou Unreal Mahjong OST (яп. 東方幻想麻雀オリジナルサウンドトラック, Tōhō Gensō Mājan Orijinaru Saundo Torakku, 2009) — альбом від Disaster та D.N.A.Softwares
- 8BIT MUSIC POWER FINAL (яп. 8ビットミュージックパワーファイナル, 8-Bitto Myūjikku Pawā Fainaru, 2017) — альбом від Columbus Circle

Від грудня 2009 року ZUN веде щомісячну рубрику "Which Came First, Hakurei Kannushi's Games or Beer?" (яп. 博麗神主のゲームが先かお酒が先か, Hakurei Kannushi no Gēmu ga Saki ka o Sake ga Saki ka?) , у якому він розповідає про свої улюблені місця де можна поїсти та випити, своє повсякденне життя, розробку ігор та теми, пов'язані з Touhou Project . Статті часто супроводжуються фотографіями та/або ілюстраціями запрошених художників; він випускався в журналі Comptiq до липня 2013 року та в Comp Ace з вересня 2013 року.